# DB-Baureihe VT 24
Die Baureihen VT 23 und VT 24 bezeichnen Triebzüge mit Dieselantrieb der Deutschen Bundesbahn, bestehend aus zwei angetriebenen Endwagen und bis zu zwei Mittelwagen. Die Mittelwagen wurden als VM 23 bzw. VM 24 bezeichnet.
1968 wurden die Triebwagen in die Baureihe 624 umgezeichnet, die mit Luftfederung ausgestatteten Fahrzeuge erhielten die Bezeichnung 634. Die Mittelwagen liefen fortan als 924 bzw. 934. Zum 1. Januar 1994 wechselten die Fahrzeuge in das Eigentum des Rechtsnachfolgers Deutsche Bahn AG bzw. seiner Unternehmensbereiche/Tochtergesellschaften.

## Geschichte

### Prototypen
Zur Verjüngung des Bestandes an Dieseltriebwagen bestellte die Deutsche Bundesbahn 1959 bei der MAN und der Waggonfabrik Uerdingen je zwei dreiteilige Prototypen. MAN lieferte im Sommer 1961 seine beiden Einheiten aus VT 23 501 + VM 23 501 + VT 23 502 und VT 23 503 + VM 23 502 + VT 23 504. Nahezu zeitgleich kamen von Uerdingen die VT 24 501 + VM 24 501 + VT 24 503 sowie VT 24 502 + VM 24 502 + VT 24 504. Beide Spielarten waren sich sehr ähnlich. Schon kurz nach der Auslieferung gelangten die vier Triebzüge zum Bw Bielefeld, wo sie in einem Mischplan mit V-100-bespannten Wagenzügen eingesetzt wurden, um Vergleichsdaten zu gewinnen. Ab 1964 wurden die von MAN und der Waggonfabrik Uerdingen gemeinsam gebauten Triebzüge der Serienausführung (Baureihe VT 24.6 mit Mittelwagen VM 24.6) geliefert. Ab 1968 wurden beide Prototypbaureihen und die Serienversion in der Baureihe 624 zusammengefasst, schrittweise fand im Laufe der Jahre zudem eine Angleichung an die Serienfahrzeuge statt. Bis zuletzt konnte man die MAN-Vorserienfahrzeuge jedoch problemlos an ihrer abweichenden Türanordnung bzw. die der Waggonfabrik Uerdingen am abgerundeten Frontdach von ihren Nachfolgern unterscheiden.

### Serienfahrzeuge
Von 1961 bis 1968 wurden insgesamt 80 Triebwagen und 55 Mittelwagen bei MAN und der Waggonfabrik Uerdingen gebaut. Von den MAN-Prototypen wurde dabei die Form der Stirnseite übernommen, während von dem Uerdinger Prototyp die Anordnung der Türen in den Serienbau einfloss. 1967 begannen die ersten Versuche mit der gleisbogenabhängigen Wagenkastensteuerung. Dazu wurden zahlreiche VT und VM mit Luftfederung nachgerüstet. Auch die 1968 von der Waggonfabrik Uerdingen nachgelieferten 15 Mittelwagen (fünf davon mit je zwei 1.-Klasse-Abteilen) besaßen schon werksseitig Luftfederung, insgesamt wurden 13 dreiteilige 624-Einheiten mit der Neigetechnik ausgestattet, für 140 km/h zugelassen und in die Baureihen 634/934 umgezeichnet. Aufwand und Nutzen der Neigetechnik standen jedoch in keinem Verhältnis zueinander, zumal der Neigungswinkel durch die nicht verjüngten Wagenkästen beschränkt war, so dass sie bis 1979 bei allen Fahrzeugen entfernt wurde. Es blieben aber die luftgefederten Drehgestelle und die damit verbundenen im Vergleich zum 624 besseren Laufeigenschaften.

### Einsatz

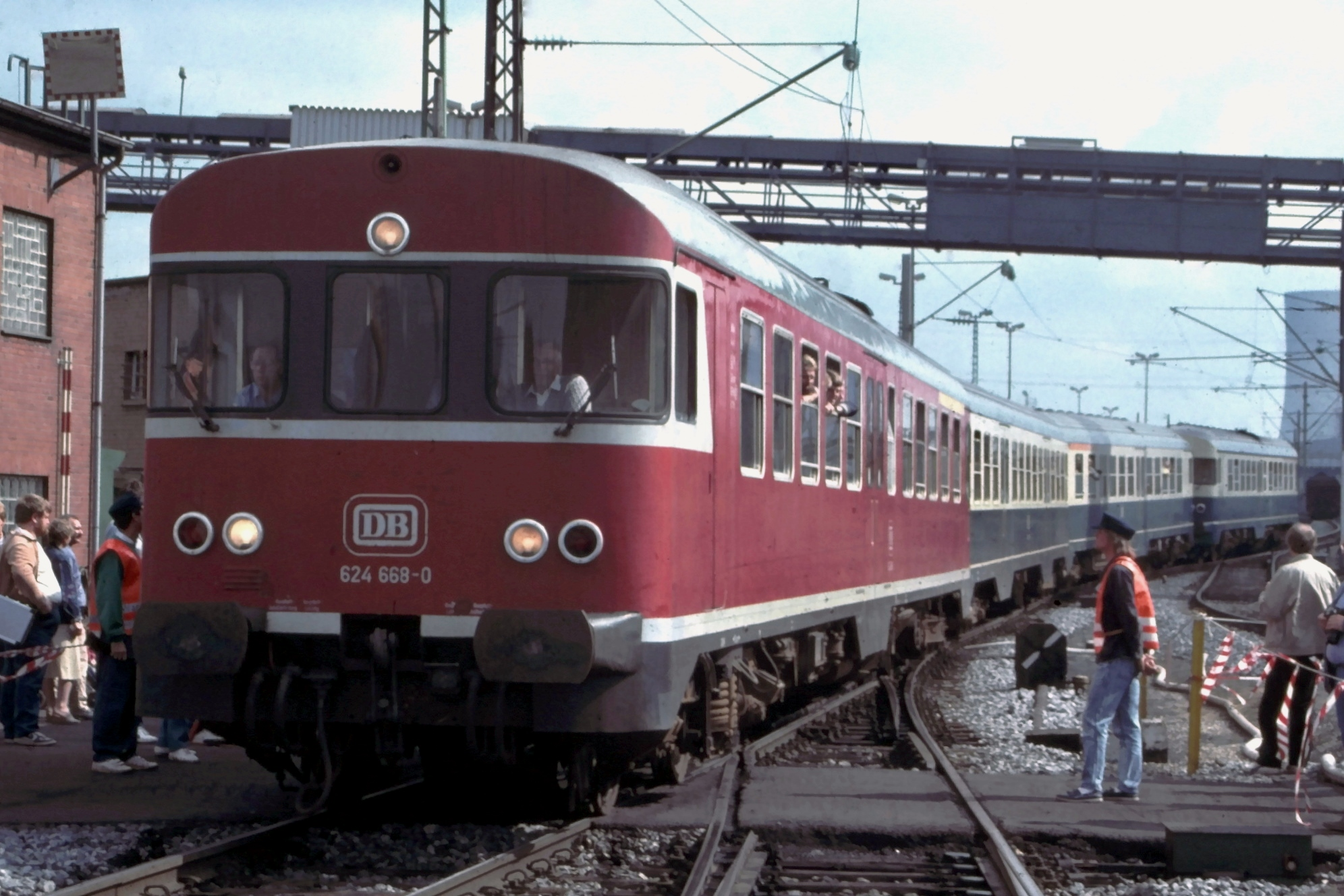
624 668 in roter Ursprungsfarbgebung im Herner Westhafen (September 1988)

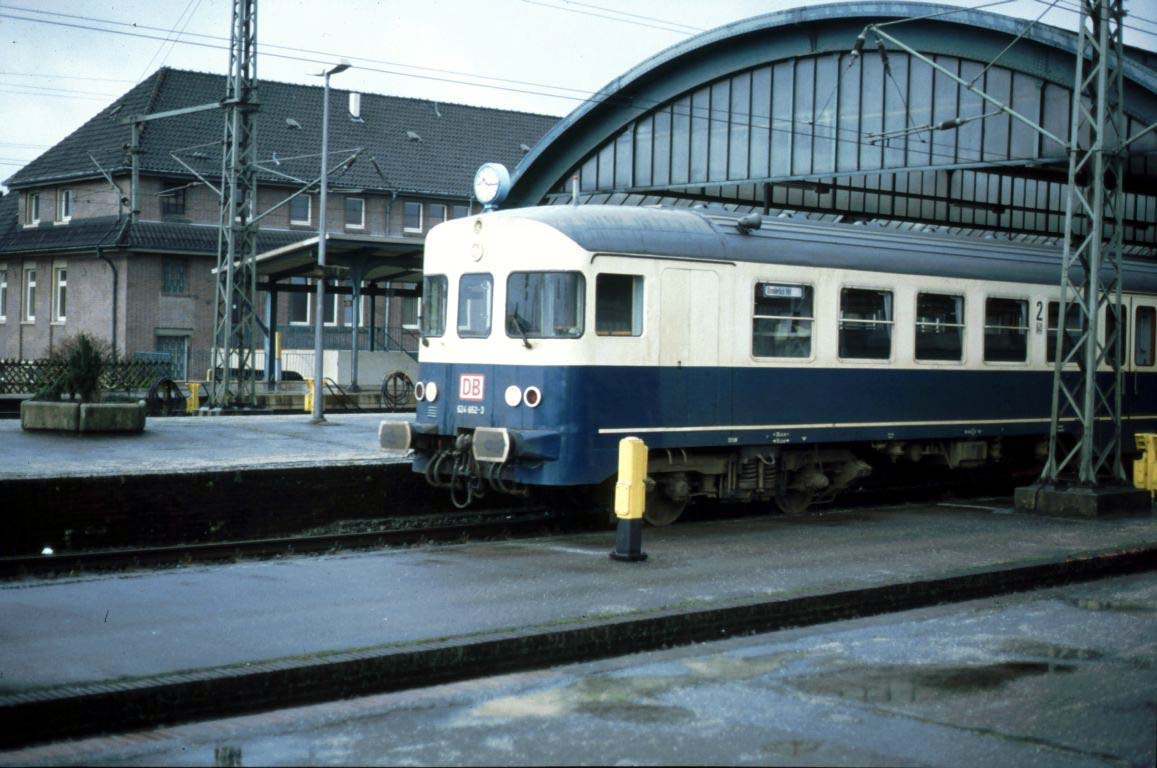
624 662 in blau-beiger Farbgebung im Oldenburger Hauptbahnhof (Februar 1995)

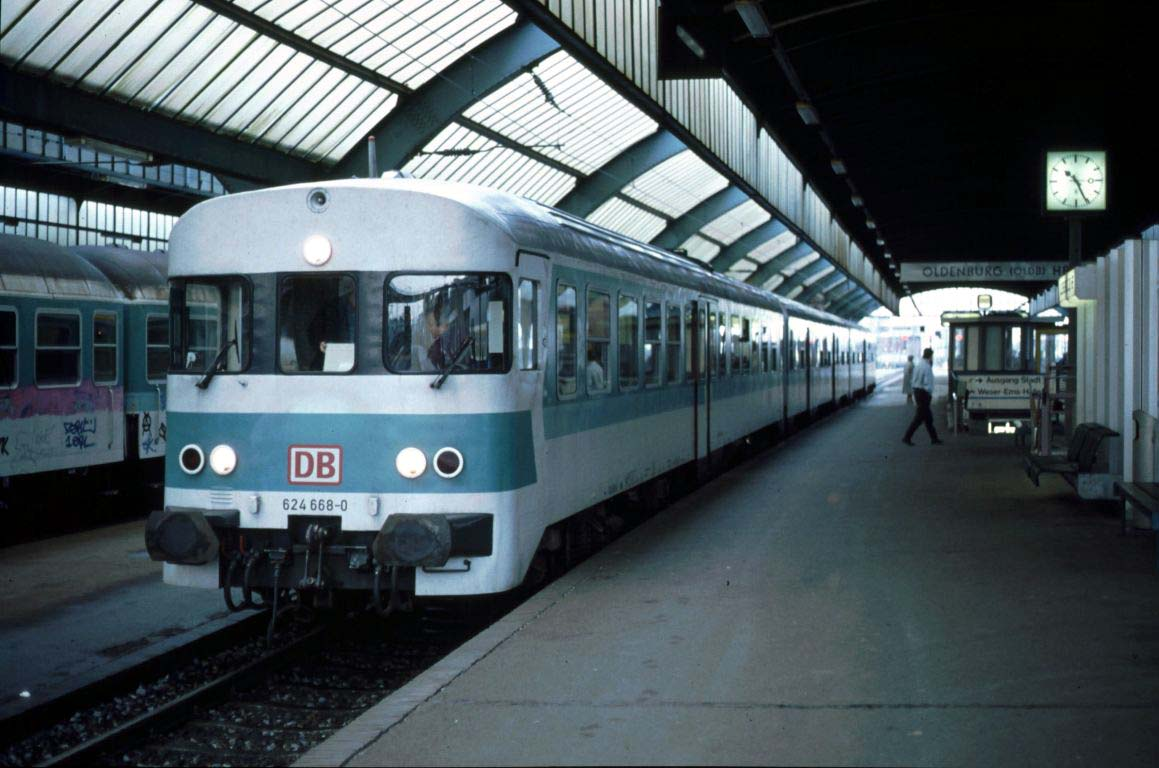
624 668 in mintgrüner Produktlackierung des Nahverkehrs im Oldenburger Hauptbahnhof (Februar 1995)

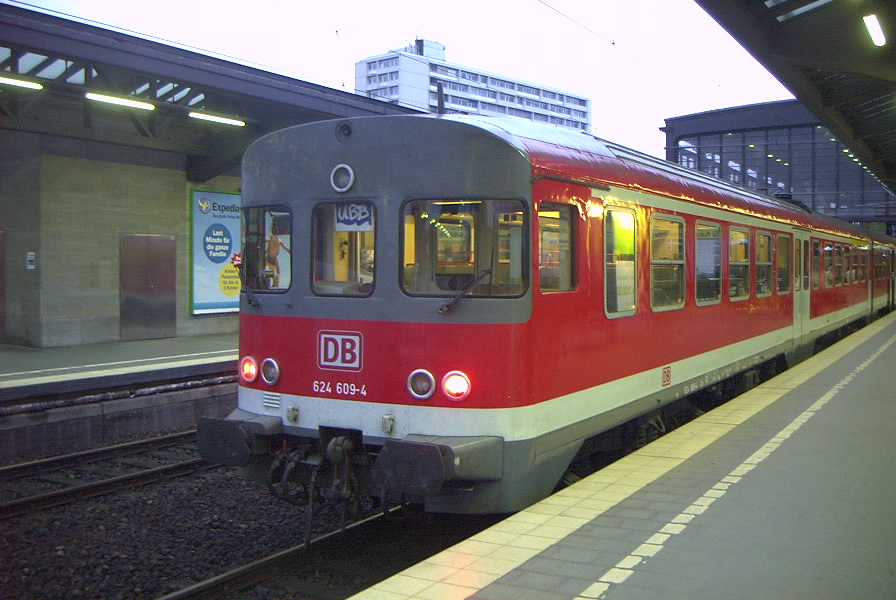
DB 624 609 in verkehrsroter Farbgebung im Bahnhof Berlin Zoologischer Garten (April 2003)

Beheimatet wurden die Fahrzeuge zunächst in Trier, Braunschweig, Frankfurt, Nürnberg und Osnabrück, ihr Einsatz erfolgte mit Nahverkehrs-, Eil-, Sonder- und auch Schnellzügen, wobei letztere für hohe Laufleistungen sorgten. Der Bestand wurde jedoch nach und nach bis 1980 auf die Betriebswerke Osnabrück und Braunschweig konzentriert, welche über viele Jahre die Hochburgen des 624/634 darstellten. Lediglich einige 934 verblieben in Nürnberg zur Bildung vierteiliger 614-Einheiten. Zugleich reduzierte sich das Einsatzspektrum schnell auf die den Fahrzeugen eigentlich zugedachte Aufgabe, den Nah- und Bezirksverkehr.
Die Osnabrücker Fahrzeuge hatten zeitlebens ihre Schwerpunkte in Ostwestfalen, im Münsterland, im Oldenburger Land sowie im nördlichen Ruhrgebiet. Geradezu typisch waren dabei die Strecken von Münster nach Gronau, Coesfeld und Rheda-Wiedenbrück/Bielefeld. Zudem gelangten sie während diverser Fahrplanperioden auch in den Harz und in das Weserbergland. Von 1993 bis 2000 waren sogar alle 624 und 634 in Osnabrück zu Hause. Mit dem Verlust der Strecken nach Wilhelmshaven, Esens und Delmenhorst, Rahden und Lemgo an die Konkurrenz sowie dem ausschreibungsbedingten Einsatz des 643 auf den Strecken nach Coesfeld und Gronau wurden auf einen Schlag zahlreiche Fahrzeuge überzählig. Sämtliche 634 und auch einige 624 siedelten wieder nach Braunschweig. Mit der Betriebsaufnahme der Prignitzer Eisenbahn zwischen Oberhausen und Coesfeld sowie der Inbetriebnahme der S9 zwischen Haltern und Wuppertal konnten einige 624 nach Cottbus abgegeben werden. Im Dezember 2003 wurde das Einsatzgebiet der 624/634 weiter beschnitten, als der Betrieb auf sämtlichen Dieselstrecken in Ostwestfalen an NWB und Eurobahn überging. Von nun an kam es in größerem Umfang zu Abstellungen und Verschrottungen. Für ein Jahr konnten die 624 noch auf den Strecken Unna – Neuenrade, Dortmund – Iserlohn und Dortmund – Coesfeld – Gronau – Enschede beobachtet werden, bevor ab etwa Herbst 2004 zunehmend 628 und 643 in die Umläufe eingebracht werden mussten, um fristabläufige 624 zu ersetzen. Mitte Dezember 2004 war dann Schluss, fast alle verbliebenen, betriebsfähigen 624 wurden in Dortmund-Scharnhorst gesammelt und einige Wochen später nach Karlsruhe überführt. Dort standen sie bis 2009. Weitere 624 wurden zunächst noch in Osnabrück und Münster als Betriebsreserve vorgehalten, es kam sogar zu mindestens einem Einsatz als 425-Ersatz. Einige Osnabrücker Fahrzeuge gelangten auch nach Polen.
Die Braunschweiger 634 gelangten zusammen mit dem 614 – teils sogar in gemischten Einheiten wie zum Beispiel 614 + 914 + 934 + 634 – in einem großen Einsatzgebiet bis nach Bad Harzburg, Kreiensen, Göttingen, Bad Lauterberg, Walkenried / Nordhausen, Uelzen, Ottbergen, Altenbeken, Paderborn, Hameln und Bielefeld. Nach Anlieferung des 628.4 im Jahr 1993 gab Braunschweig alle seine 634/934 nach Osnabrück ab, sieben Jahre später kamen erneut sämtliche 634 und auch einige 624 nach Braunschweig, wodurch dort der Einsatz von mit Diesellokomotiven bespannten Zügen stark reduziert werden konnte. Zwar wurden getrennte Umlaufpläne für 614 und 634 aufgestellt, jedoch ist es schon beinahe traditionell, dass sich immer wieder Fahrzeuge in den jeweils anderen Umlauf verirren. Wieder wurden die klassischen VT-Strecken in Harz und Weserbergland befahren, verstärkt wurden aber auch neue Einsatzgebiete erobert, wie zum Beispiel Hannover – Soltau, Uelzen – Soltau – Bremen, Emden Hbf – Emden-Außenhafen und Leer – Nieuweschans. Der Verlust des Bielefelder VT-Streckennetzes machte jedoch direkt und indirekt (durch überzählige 628) eine ganze Reihe von 624/634 überflüssig, welche abgestellt und zum Teil ausgeschlachtet und verschrottet wurden. Die Auslieferung der Baureihe 648 bedeutete dann auch für die verbliebenen 634 das Einsatzende, zum Fahrplanwechsel im Dezember 2005 endeten die letzten 634-Einsätze.
Als Ersatz für mit der Baureihe 219 bespannte Wendezüge erhielt das Werk Cottbus im Jahr 2001 sechs dreiteilige 624-Einheiten, welche u. a. auf der Ostbahn eingesetzt wurden. Auch Einsätze auf den Strecken Cottbus–Forst, Cottbus–Hoyerswerda, Angermünde–Szczecin und als Wochenendzug Berlin–Wernigerode sind dokumentiert. Mit einzelnen Leistungen gelangten die Fahrzeuge bis auf die Insel Usedom. Ende 2005 endete auch dieses Kapitel, die 624 wurden von der Baureihe 628 ersetzt. Ein Teil des Bestandes wechselte zu den PKP und wurde noch bis 2012 auf den Bahnstrecken Szczecin-Kołobrzeg und Szczecin-Szczecinek eingesetzt.
Elf Drei-Wagen-Triebzüge wurden an Transferoviar in Rumänien verkauft und werden dort im Raum Cluj eingesetzt.

## Konstruktion & Ausstattung

### Zugbildung
Die Triebzüge bestehen in der Regel aus je zwei angetriebenen Trieb- und einem nicht angetriebenen Mittelwagen. Es können jedoch auch Einheiten ohne oder mit bis zu zwei Mittelwagen gebildet werden. Eine noch größere Anzahl von Mittelwagen ist im Fahrgastbetrieb nicht möglich. Die Bildung von Mehrfachtraktion ist möglich, maximal drei Einheiten / sechs Maschinenanlagen dürfen in einem Zugverband betrieben werden. 624/924 und 634/934 können uneingeschränkt miteinander gekuppelt vermischt werden, gleiches gilt mit winzigen Einschränkungen auch für den 614/914 (Störungen an der WC-Anlage des 914 können auf dem Führertisch des 624/634 nicht angezeigt werden).

### Mechanischer Teil
Der Fahrzeugkasten besteht aus geschweißten, selbsttragenden Walzprofilen; die Drehgestelle aus einem leichten, geschweißten H-Rahmen. Dazwischen befinden sich beim 624 Gleitstücke und Doppelschraubenfedern, beim 634 zwei Luftfederbälge je Drehgestell. Die Zug- und Bremskräfte werden über Drehzapfen übertragen. Die Luftfederung des 634 speist sich aus der Hauptluftbehälterleitung, das Fahrzeugniveau wird dabei über drei Luftfederungsventile je Fahrzeug konstant gehalten. Der Triebzug wird über automatische Scharfenbergkupplungen gekuppelt, welche auch Luft- und Steuerleitungen mitkuppeln. An den Stirnseiten der Motorwagen sind dagegen reguläre Zug- und Stoßvorrichtungen sowie Kabel und Dosen für Steuer- und UIC-Leitung vorhanden. Die Übergänge innerhalb des Triebzuges sind durch staubdichte Gummifaltenbälge geschützt. Der Übergang zwischen gekuppelten Triebzügen konnte ursprünglich über ausklappbare Übergänge erfolgen, wegen des Instandhaltungsaufwands wurden die Stirnseitentüren jedoch schon nach wenigen Einsatzjahren nach und nach verschlossen/verblecht. Lediglich eine kleine Anzahl Fahrzeuge durfte die Übergangsmöglichkeit bis zu ihrer Modernisierung Anfang der 90er Jahre für Sonderzugeinsätze behalten. Die Motorwagen verfügen über Behälter für Dieselkraftstoff, Heizöl, Kühlwasser und Sand. Die ursprünglich vorhandenen WC wurden fast alle entfernt, sodass nur wenige Motorwagen noch über Brauchwasserbehälter verfügen. Im Mittelwagen sind dagegen zwei davon vorhanden, ferner auch ein Heizöltank. Während die Mittelwagen und die MAN-Prototyp-Motorwagen je zwei halbmittig angeordnete, doppelflügelige Schwenkschiebetüren besitzen, wurde bei allen anderen Motorwagen ein Einstieg am Kurzkuppelende angeordnet und nur einflügelig ausgeführt.

### Antrieb

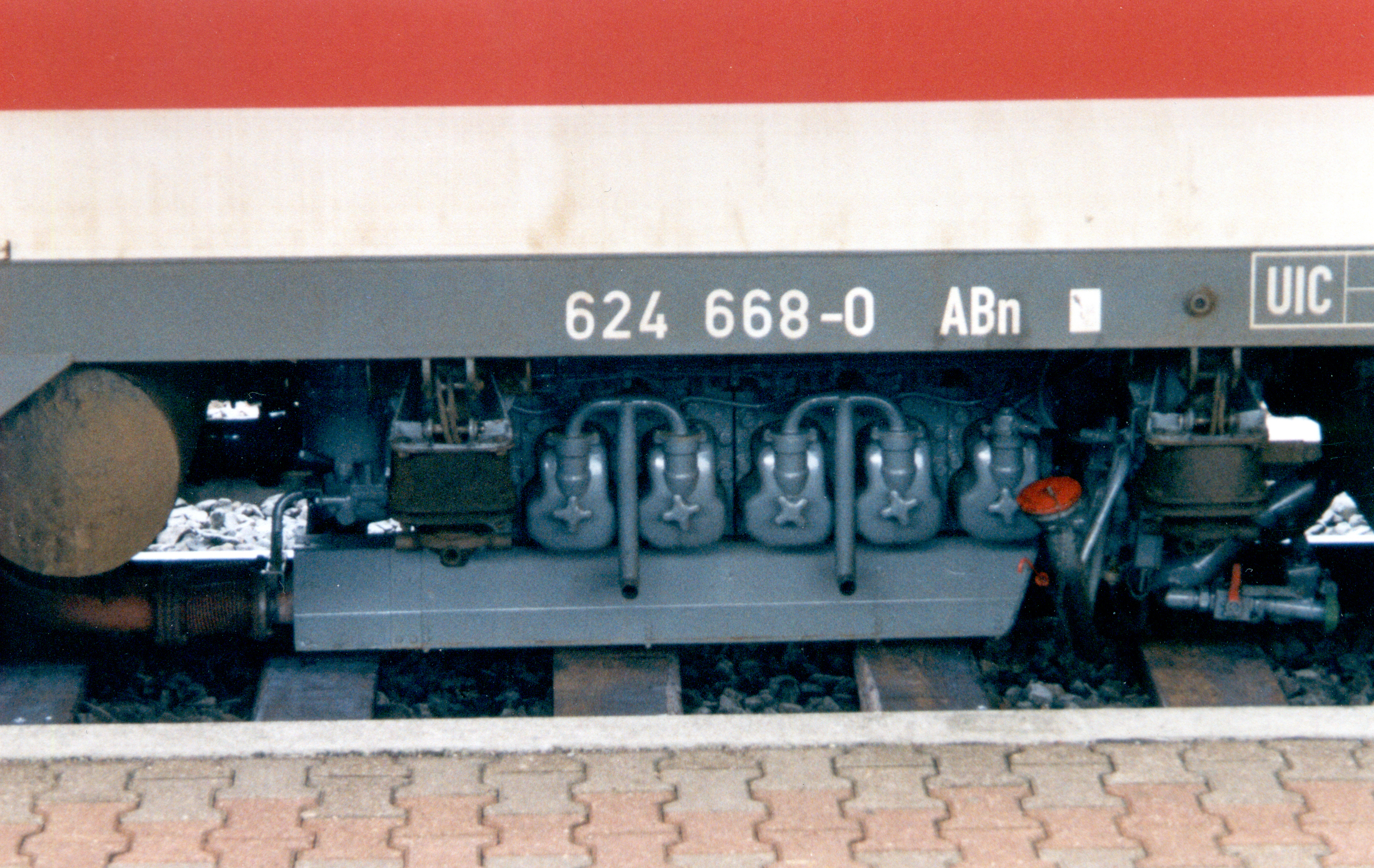
Unterflur-Antriebsmotor des 624 668 in der Seitenansicht

Angetrieben wird jeder Triebkopf der Baureihe 624/634 von je einem Motor des Typs D 3650 HM 1 U-B von MAN mit einer Leistung von 331 kW (450 PS) bei 1700/min, welcher über einen Füllungsregler mit mechanischer Leerlauf- und Enddrehzahlregelung verfügt. Dieser Motor war, obwohl die Bauform darauf schließen lassen könnte, kein Boxer-Dieselmotor. Durch die Anordnung der Pleuel der gegenüberliegenden Zylinder auf einem Kurbelzapfen ergab sich ein V-Motor mit dem ungewöhnlichen Öffnungswinkel von 180°. Die Leistung gelangt über eine Gelenkwelle zu einem hydrodynamischen Zweiwandlergetriebe (bei 624 501 – 504 anfangs auch ein hydromechanisches Getriebe von EMG) mit nachgeschaltetem Wendegetriebe. Die Verbindung zum Achsgetriebe im unter dem Führerstand gelegenen Drehgestell erfolgt über eine weitere Gelenkwelle. Die gesamte Antriebsanlage ist unter dem Wagenkasten aufgehängt. Die Kühlung des Kühlwassers erfolgt in einem seitlich unterflur angebrachten Kühler mit hydrostatisch geregeltem und angetriebenem Lüftermotor.
Die Steuerung von Motor und Getriebe erfolgt über eine 24-Volt-Steuerung. Die gesamte Antriebsanlage überwacht sich dabei in ihren wichtigsten Funktionen selbst. Überwacht werden dabei Kühlwasserstand, Kühlwassertemperatur, Motoröldruck, Motordrehzahl, Getriebeöltemperatur, Getriebefüllung und Endlage des Wendegetriebes. Die Überschreitung der Grenzwerte führt dabei je nach Priorität zu verschiedenen Maßnahmen wie Startsperre, Traktionssperre, Motor- und Getriebeleerlauf, Leistungsbegrenzung bis hin zum Abstellen des Dieselmotors.
Auch im Störungsfall bieten sich dem Triebfahrzeugführer umfangreiche Möglichkeiten zur Störungsbehebung und Einrichtung von Notschaltungen, sodass ein Totalausfall fast unmöglich ist.

### Elektrischer Teil
Die Triebzüge verfügen über zwei separate Stromkreise. Die 24-Volt-Anlage dient der Steuerung des Fahrzeugs und der Antriebsanlage sowie der Versorgung der Türsteuerung, der Spitzenlichter, der Zugfunkgeräte, der Sifa und der PZB. Die 110-Volt-Anlage versorgt die Heizung und die Fahrgastraumbeleuchtung. Die beiden Ladegeneratoren für die 24- und 110-Volt-Batterien befinden sich zusammen mit dem Luftpresser in einem an den Dieselmotor angeflanschten Maschinengestell (durchaus vergleichbar mit dem in den VT 64x verwendeten „Powerpack“). Über die Scharfenbergkupplungen werden die Spannungen auch den Mittelwagen zur Verfügung gestellt. Über einen sogenannten KKE-Wahlschalter kann der Mittelwagen wahlweise auf einen der beiden Motorwagen geschaltet werden; um die Anlagen gleichmäßig zu belasten, soll die Stellung täglich gewechselt werden. Bei vierteiligen Einheiten muss immer die dem Motorwagen zugewandte Seite geschaltet werden, da die Spannung auf normalem Weg nicht durchgespeist wird (deshalb können auch nicht mehr als zwei Mittelwagen in einen Triebzug fahren).
Auch den elektrischen Teil hat man ausfallsicher konstruiert: Im Störungsfall (zum Beispiel Ausfall einer Antriebsanlage) besteht die Möglichkeit, sowohl die 24-Volt- als auch die 110-Volt-Anlagen beider Triebköpfe miteinander zu verbinden, sodass die Batterien vor Entladung geschützt sind.
Die Fahrsteuerung erfolgt über ein Fahrschalterhandrad mit den Stufen 0, LL, 1 – 8. Die Stufe LL steuerte ursprünglich die zuletzt nicht mehr aktive Leerlaufbelastungseinrichtung. Ab Stufe 1 wird das Getriebe gefüllt, ab Stufe 2 erfolgt über den Füllungsversteller die Erhöhung der Kraftstoffzufuhr. Mit der Modernisierung wurde eine elektrisch gesteuerte Haltebremse und in den Führerständen auf der linken Seite eine Seitenabfahreinrichtung installiert, welche dem Triebfahrzeugführer die Abfahrt von der Seite aus gestattet.

### Bremseinrichtung
Alle Fahrzeuge verfügen über eine durchgehende, selbsttätig indirekt wirkende Druckluftbremse. Die dazu nötige Luft wird über Luftpresser in jeder Antriebsanlage erzeugt und im Hauptluftbehälter gespeichert. Die Einleitung der Bremsung erfolgt durch Druckabsenkung in der Hauptluftleitung mit einem Führerbremsventil. Die in jedem Fahrzeug vorhandenen Steuerventile lassen daraufhin im Verhältnis zur Druckabsenkung Luft aus Vorratsluftbehälter zu einem regelbaren Lastbremsventil strömen, welches als Druckübersetzer arbeitet und zusätzlich von einem Wiegeventil beim 624 bzw. vom Druck in den Luftfedern beim 634 beeinflusst wird (auf diese Weise wird die Anpassung der Bremsleistung an das Gewicht der Fahrgäste realisiert). Von dort aus werden die Bremszylinder gespeist. Um der Flachstellenbildung auf rutschigen Schienen vorzubeugen, ist an jeder Achse ein schnellwirkender, mechanischer Gleitschutzregler vorhanden, welcher die Bremszylinder bei Bedarf kurzzeitig entlüftet; 934 442 besitzt eine elektronische Gleitschutzanlage. In allen Fahrzeugen ist eine Spindelhandbremse vorhanden. Jeweils nur auf das führende Triebdrehgestell wirkt eine von Hand über ein Magnetventil gesteuerte Haltebremse, welche sich beim Aufschalten der Motorleistung selbsttätig auslöst.

### Heizung & Lüftung
Jedes der Fahrzeuge verfügt über eine Ölheizung. Während diese bei den Mittelwagen nur der Fahrgastraumheizung dient, wird mit ihr in den Motorwagen über einen Wärmetauscher auch das Kühlwasser vorgewärmt und warmgehalten. Zugleich kann auf diesem Weg die Motorabwärme auch zum Heizen des Fahrgastraum genutzt werden, was aber aufgrund von steuerungstechnischen Defiziten nie völlig befriedigen konnte. Die Beheizung der Fahrgasträume erfolgt über Warmwasserheizkörper an den Seitenwänden, deren Wasserdurchfluss über Schieber geregelt wird. Ihre Bedienung obliegt den Fahrgästen, so dass sich die Temperatur individuell je Großraum und Abteil einstellen lässt. Die Führerraume verfügen über je zwei Heizgebläse, die ihre Wärme aus dem Kühlwasserkreislauf beziehen.
Belüftet werden die Fahrgasträume über einzeln verriegelbare, statische Dachlüfter.

### Zusatz- & Sicherheitseinrichtungen
Der 624/634 verfügt über die Sicherheitsfahrschaltung (Sifa), eine Punktförmige Zugbeeinflussungsanlage der Bauart I 60 (in den Jahren 1999–2002 auf PZB90-Funktionalität aufgerüstet), vier Sandstreueinrichtungen je Triebdrehgestell und über eine Pfeifeinrichtung. Später nachgerüstet wurden mechanische Gleitschutzregler und Zugfunk der Bauart Zf 70, welcher in den letzten Einsatzjahren bei einigen wenigen Fahrzeugen gegen das Zf 90 getauscht wurde. Die Außentüren lassen sich von jedem doppelflügeligen Einstieg im Zug aus schließen und auch freigeben, des Weiteren auch vom besetzten Führerstand aus. Die Seitenselektivität und Türüberwachung sowie die Intervallwarntongeber wurden erst mit der Modernisierung nachgerüstet. Seither können die Fahrzeuge im Betrieb ohne Zugbegleiter (heute: Selbstabfertigung durch den Triebfahrzeugführer, SAT) fahren. Der Fahrgastinformation dienen je zwei Rollbandanzeigen hinter jedem Führerstand. Bei den Cottbuser Fahrzeugen wurde in den Stirnseiten noch ein Schilderkasten für Zuglaufschilder installiert. Spätestens seit der Modernisierung verfügen alle Fahrzeuge über eine Lautsprecheranlage, die über ein Schwanenhalsmikrofon von den Führerräumen aus bedient werden kann. Ferner sind im Fahrgastraum UIC-Audio-Steckdosen zum Einspeisen durch eine mobile Tonanlage vorhanden. Über das reguläre UIC-Kabel können Durchsagen auch von in Vielfachtraktion fahrenden VT oder von einer Schlepplok aus eingespeist werden.
In den Mittelwagen befindet sich an beiden Wagenenden jeweils ein WC mit Fallrohr. Als einziges Fahrzeug verfügt der 934 442 über zwei geschlossene WC-Anlagen, eine davon rollstuhlgerecht.

### Fahrgastraum
Ursprünglich besaßen die 624 eine den Silberlingen entsprechende Inneneinrichtung, ausgeführt als Großraum mit kunstlederbezogenen Sitzbänken in 2+2-Anordnung. Die jeweils zwei Erste-Klasse-Abteile befinden sich am Kurzkuppelende der Motorwagen. Sie entsprechen mit ihren ausziehbaren Sitzbänken und darüber angeordneten Gepäckablagen ebenfalls den Silberlingen. Beleuchtet werden die Fahrgasträume mit Leuchtstofflampen, die in zweireihig angeordneten Leuchten installiert sind. Hinter den Führerräumen befand sich der Gepäckraum mit seitlichen Ladetüren, bei den Serienfahrzeugen als nur von innen zu öffnende doppelflügelige Drehtür ausgeführt, bei den Prototypen als Schwenkschiebetür.
Mit der Modernisierung Anfang der 1990er Jahre wurde die Inneneinrichtung – wiederum analog zu den Silberlingen – gründlich aufgefrischt. Die Sitzgestelle wurden neu in violett lackiert, die Sitzbänke neu mit türkisem Stoff bezogen, die Wände neu mit blauen und beigen Platten verkleidet. Die Fenster wurden gegen solche einer besser abgedichteten Bauart getauscht; bei den meisten Fahrzeugen war fortan nur noch die Hälfte aller Fenster zu öffnen. Bei einem Teil der Fahrzeuge wurden die Kunststoffwannenabdeckungen der Deckenleuchten gegen attraktivere Rasterabdeckungen getauscht. Die Gepäckräume wurden zugunsten zusätzlicher Sitzplätze aufgegeben, stattdessen wurde ein leerer Bereich neben dem vorderen Einstieg in den Motorwagen neu als Mehrzweckraum ausgewiesen. 934 442 besitzt wie die 914-Mittelwagen Einzelsitze anstelle der Sitzbänke und ist im sogenannten RE-Design eingerichtet.
Drei Mittelwagen Baureihe 934 wurden ab 1970 für den Sonderverkehr zu Gesellschaftswagen umgebaut, in denen die Fahrgäste bewirtet werden konnten. Die drei Mittelwagen erhielten die Bezeichnungen 934 200, 201 und 202.

### Türen
Die Triebwagen (außer 624 505–508) verfügen je Seite über eine doppelflügelige Schwenkschiebetür im vorderen Drittel und eine einflügelige Schwenkschiebetür am Kurzkuppelende. Die Mittelwagen und auch 624 505–508 besitzen dagegen je Seite zwei doppelflügelige Schwenkschiebetüren, angeordnet im vorderen und hinteren Drittel. Die Türen können vom Führerstand aus und von jedem doppelflügeligen Einstieg aus zentral geschlossen, verriegelt und auch freigegeben werden. Die Überwachungseinrichtung in den Führerständen und die um 3 Sekunden verzögerte Schließung mit Warntongeber wurden erst mit der Modernisierung nachgerüstet, seither ist eine seitenselektive Türfreigabe möglich. Bis zur Modernisierung besaßen alle Triebwagen (außer 624 501–504) hinter dem Führerstand je Seite eine zweiflügelige Klapptür zur Be- und Entladung des Gepäckraums. 624 501–504 hingegen besaßen an gleicher Stelle eine einflügelige Schwenkschiebetür, in der Bauart ähnlich der Fahrgastraumtüren.

## Verbleib

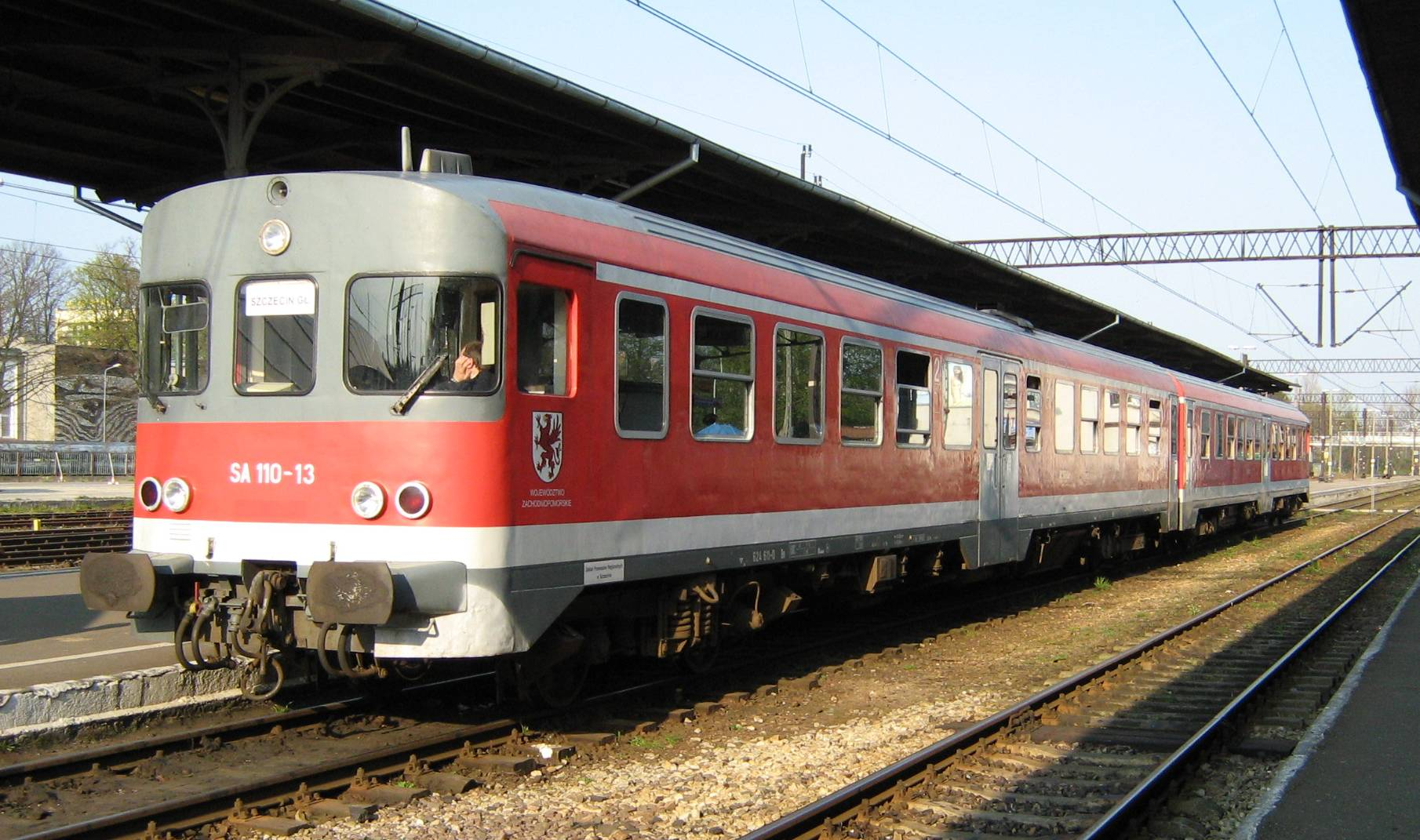
Polnischer SA110 in Kołobrzeg

Bis 2005 wurden die Triebwagen durch neue Fahrzeuge ersetzt und 2006 war ein Großteil der 624 in Karlsruhe Rbf und in Hamm Rbf abgestellt. Einen Teil der Fahrzeuge verkaufte die DB 2005 an die Woiwodschaft Westpommern  in Polen. Die polnische Staatsbahn PKP ordnete die Fahrzeuge als Reihe SA110 ein und setzte sie im Regionalverkehr um Kołobrzeg (Kolberg) ein. Der letzte dieser Triebwagen wurde 2012 außer Betrieb genommen und bis März 2017 verschrottet. Trotz des hohen Fahrkomforts und der großen Zuverlässigkeit sah die Woiwodschaft Westpommern keinen Verwendungszweck mehr für die gerade teilweise erst seit 7 Jahren im Einsatz befindlichen Züge. Die Fahrzeuge wurden letztendlich durch den Pesa Atribo ersetzt.
Eine neue Heimat fanden die Fahrzeuge seit September 2009 auch in Rumänien. Die Transferoviar Grup (TFG) hat acht dreiteilige Triebwageneinheiten der Baureihen 624 übernommen. Sie wurden aufgearbeitet und modernisiert. Anfang 2015 waren sie alle für Transferoviar Călători im Einsatz und tragen dort die Nummern 76-2401 ff. Die Einheiten werden inzwischen in Rumänien modernisiert mit neuer Kopfform.